# Педагогика Монтессори

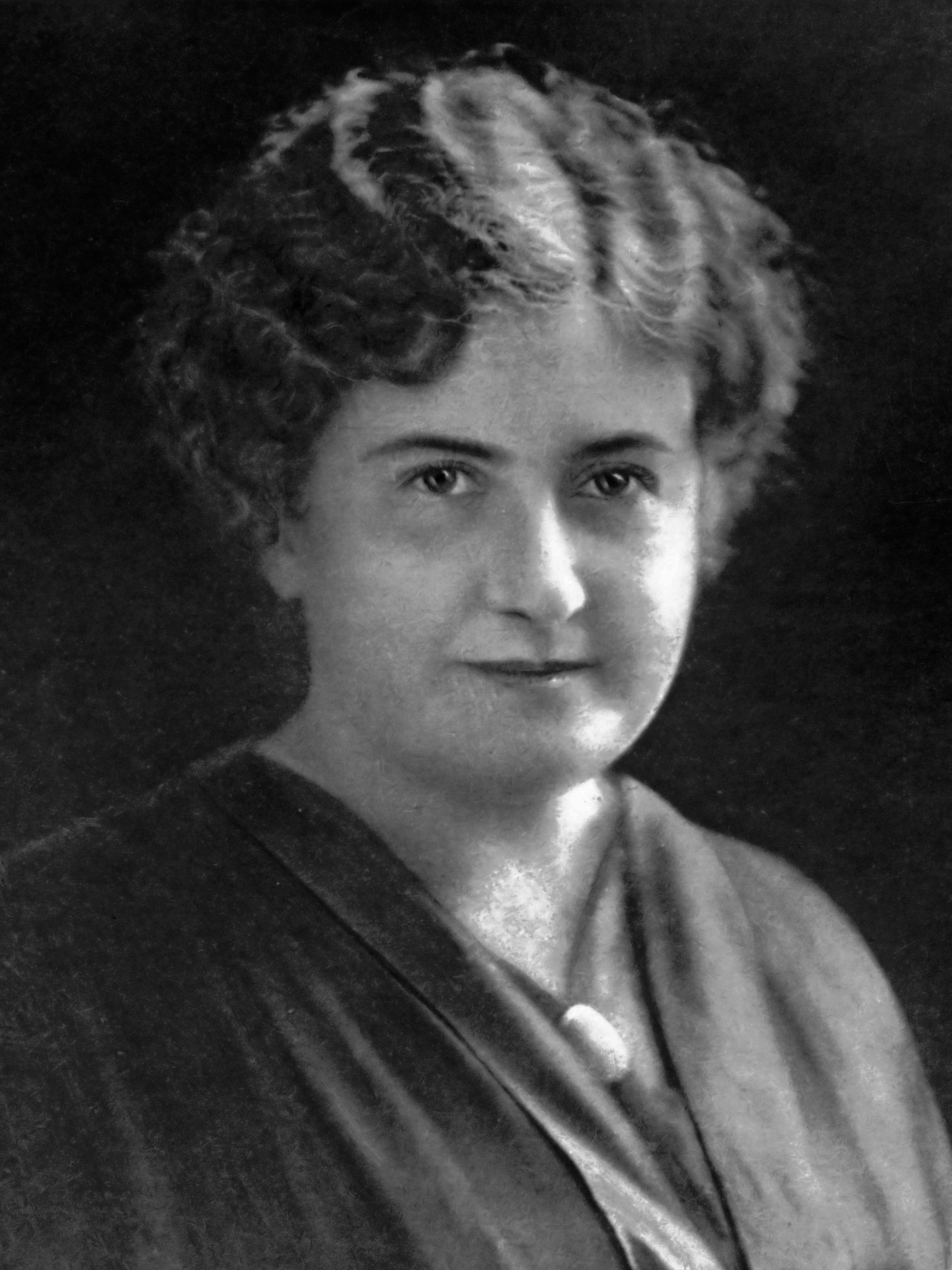
Фото Марии Монтессори

Педагогика Монтессори, также система Монтессори или метод Монтессори — педагогическая система, предложенная в первой половине XX века итальянским педагогом и врачом Марией Монтессори.
Система Монтессори основана на идеях свободного воспитания и находится в русле гуманистической педагогики, важное место уделено сенсорному воспитанию (развитию органов чувств) при помощи дидактических занятий и специально организованной среды.
Основными принципами системы являются: самостоятельность ребёнка; свобода в установленных границах; естественное психологическое, физическое и социальное развитие ребёнка.

## Принципы воспитания

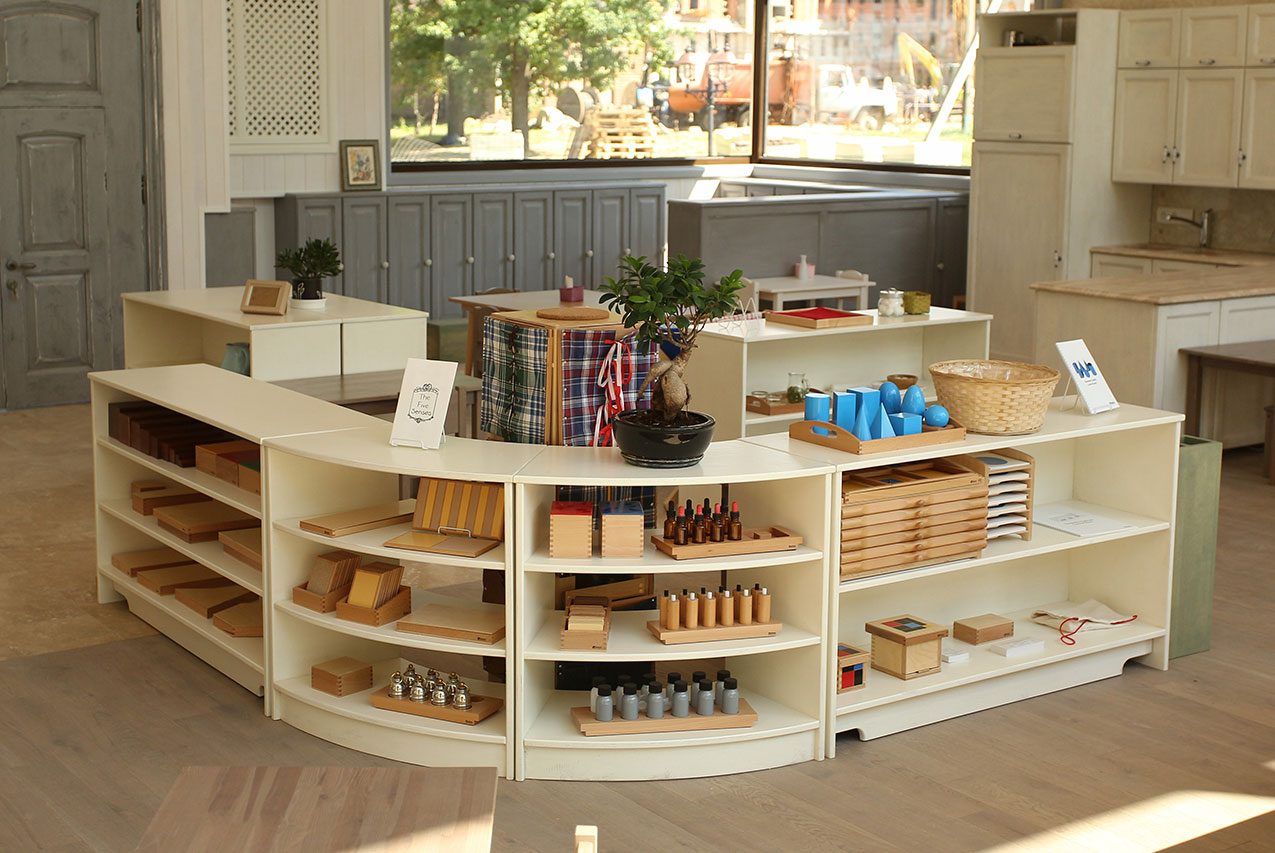
Подготовленная среда Монтессори-класса

Выделяют следующие ключевые характеристики метода Монтессори:
- Разновозрастные группы, при этом наиболее распространены группы возраста от 3 до 6 лет.
- Самостоятельный выбор учащимися занятий из имеющихся в среде вариантов.
- Модель «обучение через открытия», где учащиеся изучают понятия путём работы с материалами, а не из объяснений учителя.
- Свобода передвижений по классу.
- Специализированные образовательные материалы, разработанные Марией Монтессори.
- Непрерывные циклы работы, обычно длящиеся три часа.
- Специально подготовленный Монтессори-педагог.

Для школ Монтессори характерно отсутствие экзаменов и оценок (хотя некоторые современные средние школы Монтессори используют оценки), поощряется совместное обсуждение задач.
В системе Монтессори задачей педагога является опосредованное руководство, обучение должно осуществляться на основе автодидактизма (самообучения), для того чтобы взрослые не навязывали детям собственные установки и не тормозили этим их естественное развитие.
В качестве базы рассматривается упражнение моторных навыков и активности ребенка; задача приобретения знаний является попутной.

### Свобода и спонтанная активность ребёнка

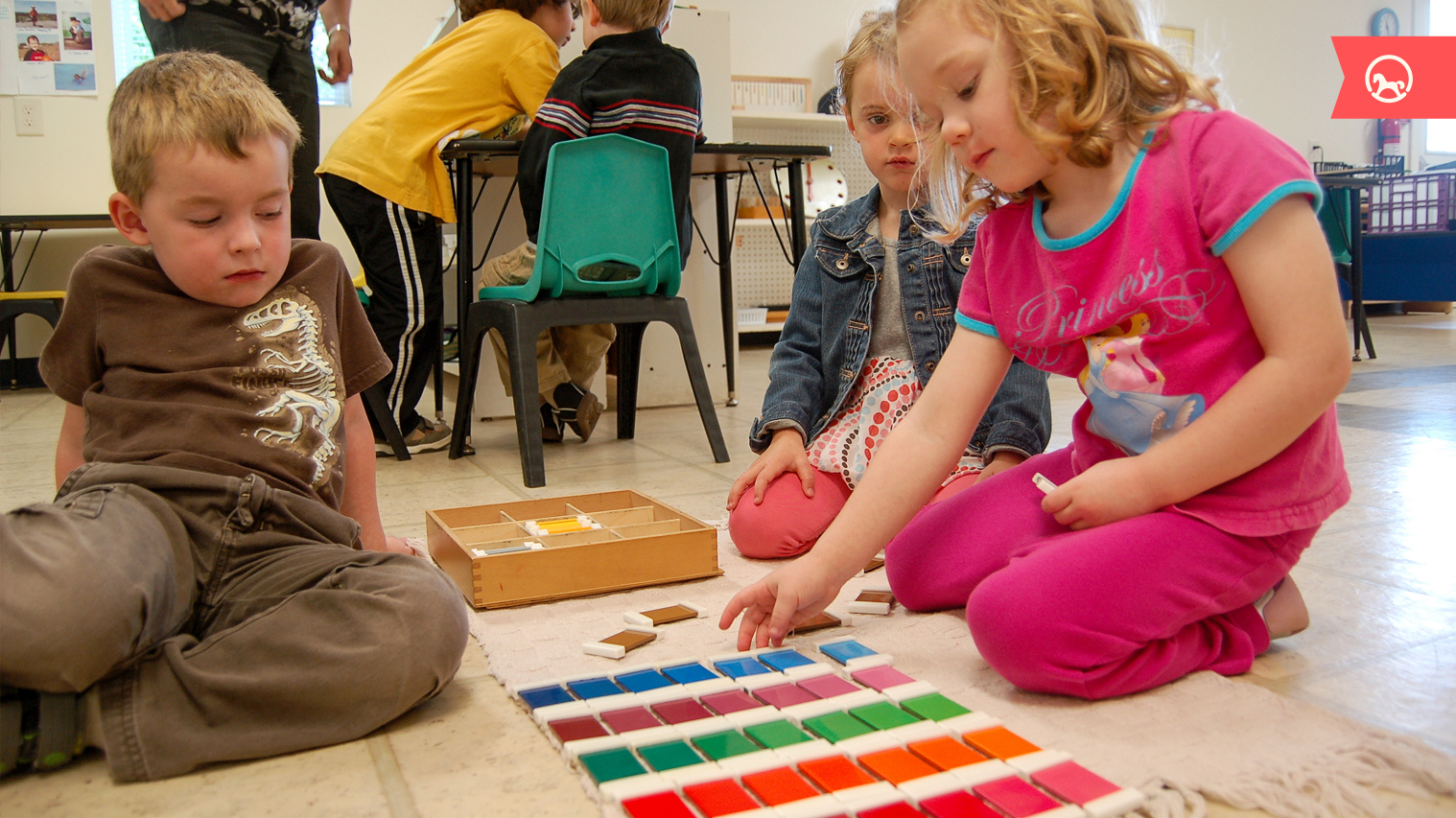
Активность ребёнка в Монтессори-классе

По утверждению Монтессори, с момента своего рождения ребёнок стремится к свободе и независимости от взрослого. Монтессори описывает этот процесс как биологический принцип человеческой жизни. Подобно тому, как тело ребёнка развивает свои способности и даёт ему свободу движений, так же и дух ребёнка исполнен голодом к учению и к духовной автономии.
В этом процессе взрослый может стать союзником ребёнка и создать для него окружение, соответствующее его потребностям и стремлению к познанию. Самопонимание взрослого в педагогике Монтессори — это роль помощника, сглаживающего для ребёнка путь к самостоятельности в соответствии с принципом «Помоги мне сделать самому». Процесс обучения и познания происходит в ребёнке, ребёнок — сам свой учитель. Взрослый должен научиться вести ребёнка к учению, чтобы потом самоустраниться и оставаться в роли наблюдателя, сопровождающего процесс познания у детей.
Поскольку каждый ребёнок проходит фазы чувствительности индивидуально, учебный план в доме ребёнка или школе должны быть индивидуально ориентированы. Учитель владеет техникой распознавания фаз чувствительности и способен вести ребёнка к деятельности, которая активировала бы его интерес. Однако ребёнку должна быть дана свобода самому выбирать, с чем он хочет работать.
Монтессори использовала несколько понятий, чтобы описать работу ребёнка, в том числе впитывающее сознание, сензитивные периоды, нормализация.
Монтессори заметила у детей от трёх до шести лет психологическое состояние, которое она назвала «нормализация». Нормализация начинается с фокусирования внимания детей на какой-то деятельности, направленной на их развитие, и характеризуется способностью концентрироваться, а также «спонтанной дисциплиной, способностью продолжительно и радостно трудиться, стремлением помочь другим и способностью сочувствовать».

### Подготовленная среда

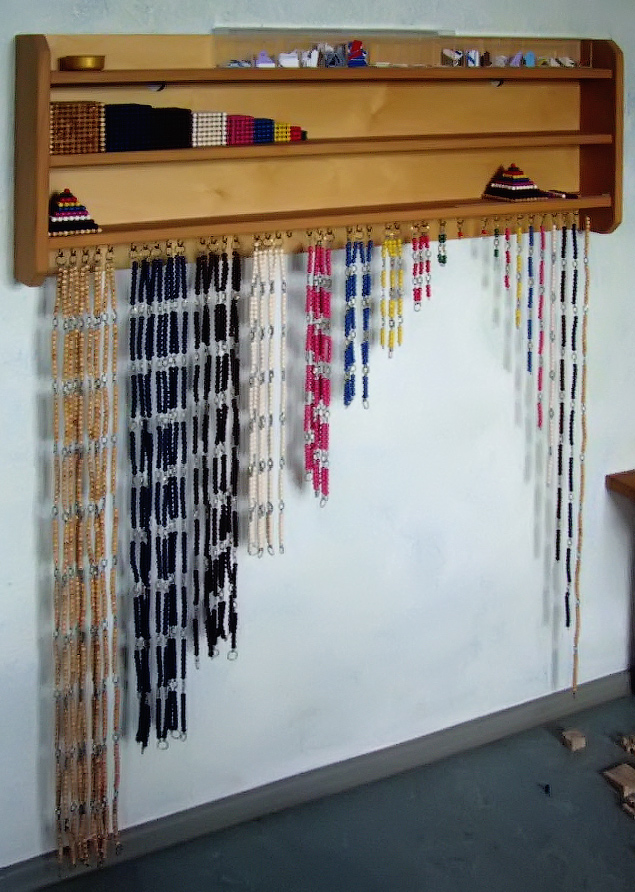
Счётные шнурки. Учебный материал системы Монтессори

Подготовленная среда — важнейший элемент педагогики Монтессори. Без неё она не может функционировать как система. Подготовленная среда даёт ребёнку возможность постепенно, шаг за шагом, освобождаться от опеки взрослого, становиться независимым от него. Поэтому оборудование в доме или школе должно соответствовать росту, пропорциям и возрасту ребёнка.
Дети должны иметь возможность самостоятельно переставлять столы и стулья. Им должна быть дана возможность самостоятельно выбирать место для занятий. Переставление стульев с места на место, производящее шум, Монтессори рассматривает как упражнение моторики. Дети должны научиться переставлять предметы по возможности тихо, чтобы не мешать другим. Окружение эстетично и элегантно, в детских садах по методу Монтессори даже используется хрупкий фарфор: дети должны научиться уверенности в обращении с хрупкими предметами и осознавать их ценность.
Планировка Монтессори-класса должна отвечать определённым критериям. Основная цель — обеспечить условия для сосредоточенной работы и развития самостоятельности детей. Помещение должно быть просторным, светлым, выдержанным в спокойных цветах. В Монтессори-классе обязательно должен быть доступ к воде. Раковины должны быть в зоне доступа ребёнка, унитазы — на доступной для ребёнка высоте либо оснащены подставками. В классе Монтессори на доступной для ребёнка высоте всегда присутствуют комнатные растения, чтобы дети могли ухаживать за ними.
Материал находится в свободном доступе, на уровне глаз ребёнка. Это носит характер призыва к действию. Каждый вид материала имеется только в одном экземпляре. Это должно научить ребёнка социальному поведению в отношении других детей, учитывать их потребности. О своём окружении дети заботятся сами. В этом они приобретают навыки независимости от взрослых.

### Роль взрослого в педагогике Монтессори

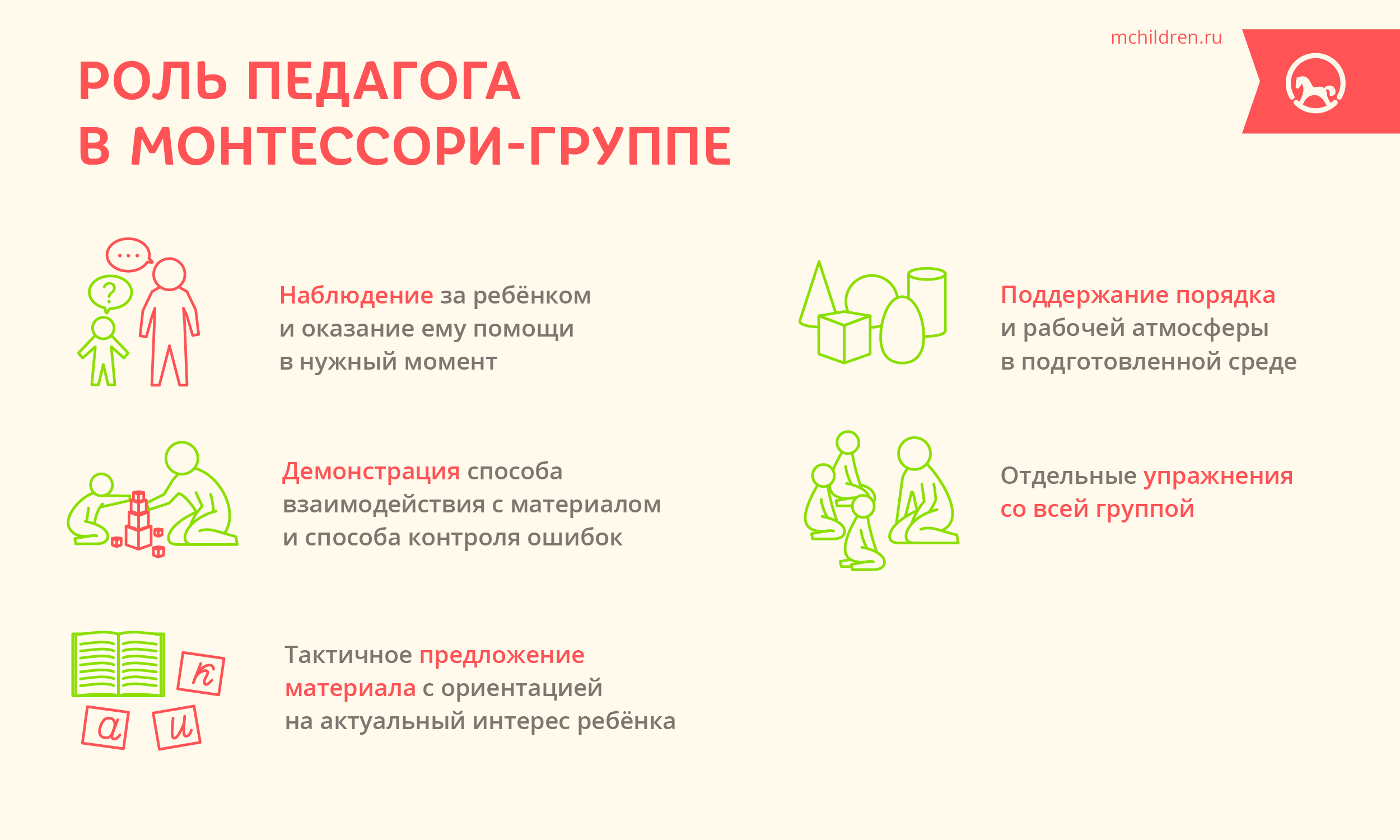
Роль педагога в Монтессори-группе

В отношении того, что должен делать учитель, заключается первое педагогическое требование. Это не требование делать что-то определённое, но требование не делать чего-то определённого, а именно, категорический призыв не мешать процессу саморазвития. Это требование вытекает, по крайней мере, из того тезиса, что родители — не творцы ребёнка, что ребёнок, как выше уже говорилось, сам прораб своего развития; родители — помощники на этой стройке и должны довольствоваться этой ролью. Из этого вытекает и все понимание воспитания, лежащее в основе педагогики Монтессори, которое она понимает как «помощь в саморазвитии ребёнка от момента его рождения». Этим она формулирует своё четкое «нет» всякого рода энергичным личностям, желающим, подобно гётевскому Прометею, творить людей по своему образу и подобию, а также современному бихевиоризму, сводящему человеческую личность к кибернетическим понятиям. Монтессори ожидает от взрослого, напротив, «внутренней перефокусировки», ведущей к тому, что взрослый в общении с ребёнком думает не о себе, а о ребёнке и его будущем.

### Впитывающий разум
Впитывающий разум (в терминологии педагогики Монтессори) — это способность детей без усилий впитывать своё непосредственное окружение: культуру, язык, привычки, обычаи, жизненные установки.
Этот феномен, открытый в ходе многочисленных наблюдений, Монтессори объясняет особым типом психики и ментальности, присущим ребёнку.
Взрослые приобретают знания посредством сознательного обучения, в то время как ребёнок неосознанно впитывает знания вместе с впечатлениями из окружающей среды. Такой тип восприятия характерен для ребёнка вплоть до определённого возраста, с точки зрения Монтессори, до шести лет. Восприятие ребёнка отличается тем, что впечатления «не только проникают в сознание, но и формируют его». Через понятие впитывающего разума в методе Монтессори обосновывается важность первых лет жизни в развитии человека. Задача взрослых в этот период — создать специально подготовленную среду, во взаимодействии с которой ребёнок сможет эффективно развиваться и обучаться, используя возможности впитывающего разума, которым он обладает.
В книге «Впитывающий разум ребёнка» М.Монтессори подробно рассмотрела вопрос об умственных способностях ребёнка, которые позволяют ему в течение всего нескольких лет без наставников, без помощи со стороны системы образования, более того, даже будучи оставленным без внимания, а зачастую и испытывающим противодействие со стороны окружающей среды, создать и упрочить в себе все характерные особенности, присущие личности человека. Эта книга была написана по материалам лекций Монтессори, прочитанных ею в Ахмадабаде (Индия) во время первого обучающего курса, посвящённого изложению положений её педагогической методики. В своей книге Монтессори не только описывает феномен впитывающего разума, но и указывает на ответственность, которую несут за него взрослые, раскрывает практическую важность «образования с рождения».

### Сензитивные периоды
Сензитивный период — одно из фундаментальных понятий, лежащих в основе педагогической системы Монтессори. Понятие о сензитивных периодах гласит, что ребёнок в процессе своего развития, в отличие от взрослого, находится в состоянии постоянных, интенсивных преобразований.
Термин «сензитивный период» введён в обращение Хьюго де Фризом, голландским биологом, который описывал проведённые им исследования развития живых организмов. Смысл сензитивных периодов в том, что есть связь между тем, в какой среде находится организм в период своего бурного роста и развития, и конечным результатом этого развития. Очень хорошо объясняет это понятие пример жизни бабочки Porthesia, которая откладывает яйца на кору дерева. Личинки гусениц этой бабочки обладают одной особенностью: они очень чувствительны к свету. Именно поэтому они добираются до верхних ветвей дерева, где самые молодые и нежные листочки. Такая пища идеально подходит для молодых гусениц. Но когда гусеницы подрастают, они теряют такую особую чувствительность к свету и уже перемещаются по всему дереву, что благоприятно именно для этого этапа их развития, поскольку они уже могут использовать в пищу все листья дерева. Получается, что окончание этого сензитивного периода в жизни гусениц после того, как он отслужил своё, так же важно, как и его наличие в период более раннего развития.

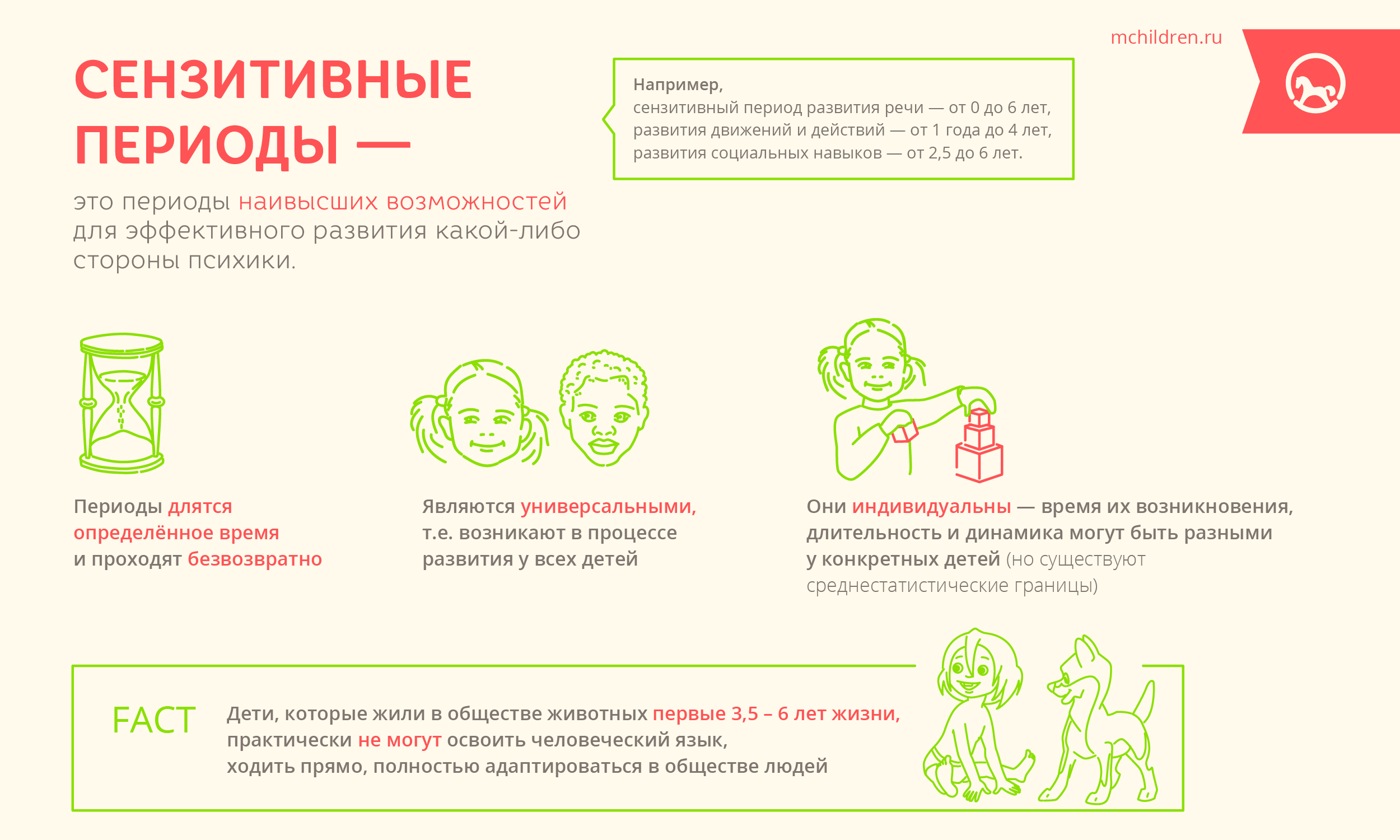
Сензитивные периоды

Как установила доктор Монтессори, условия, которые являются исключительно благоприятными для развития в один период времени, могут быть ненужными и даже вредными в более поздний период.
Ребенок, находясь в очередном сензитивном периоде, демонстрирует большую концентрацию внимания на определённом виде деятельности. Он становится очень терпеливым и трудолюбивым именно в этом деле и достигает в нём огромных успехов. В более позднее время такой концентрации уже не наблюдается.
Развивающие упражнения Монтессори были разработаны специально для того, чтобы соответствовать сензитивным периодам развития ребёнка.
В ранние годы ребёнок проходит сензитивный период изучения языка. Это самый лучший период для обучения речи, так как ребёнок может легко воспроизводить слышимые им слова на одном или двух языках одновременно.
В пять — шесть с половиной лет ребёнок проходит ещё один период, в котором повышенный интерес у него вызывают именно написания слов.
За ним следует период, когда лучше всего изучать грамматику. Одним из самых интересных сензитивных периодов является сензитивный период порядка. В течение всего этого периода дети демонстрируют повышенный интерес к порядку вещей в пространстве и времени. Для детей особенно важно видеть вещи на привычных местах.
Существуют также периоды чувственного восприятия, когда ребёнок стремится узнать мир на ощупь, если возможно разобрать предмет, и период, связанный с религиозным развитием.
Многие периоды накладываются друг на друга, одни длятся дольше других.

### Стадии развития ребёнка

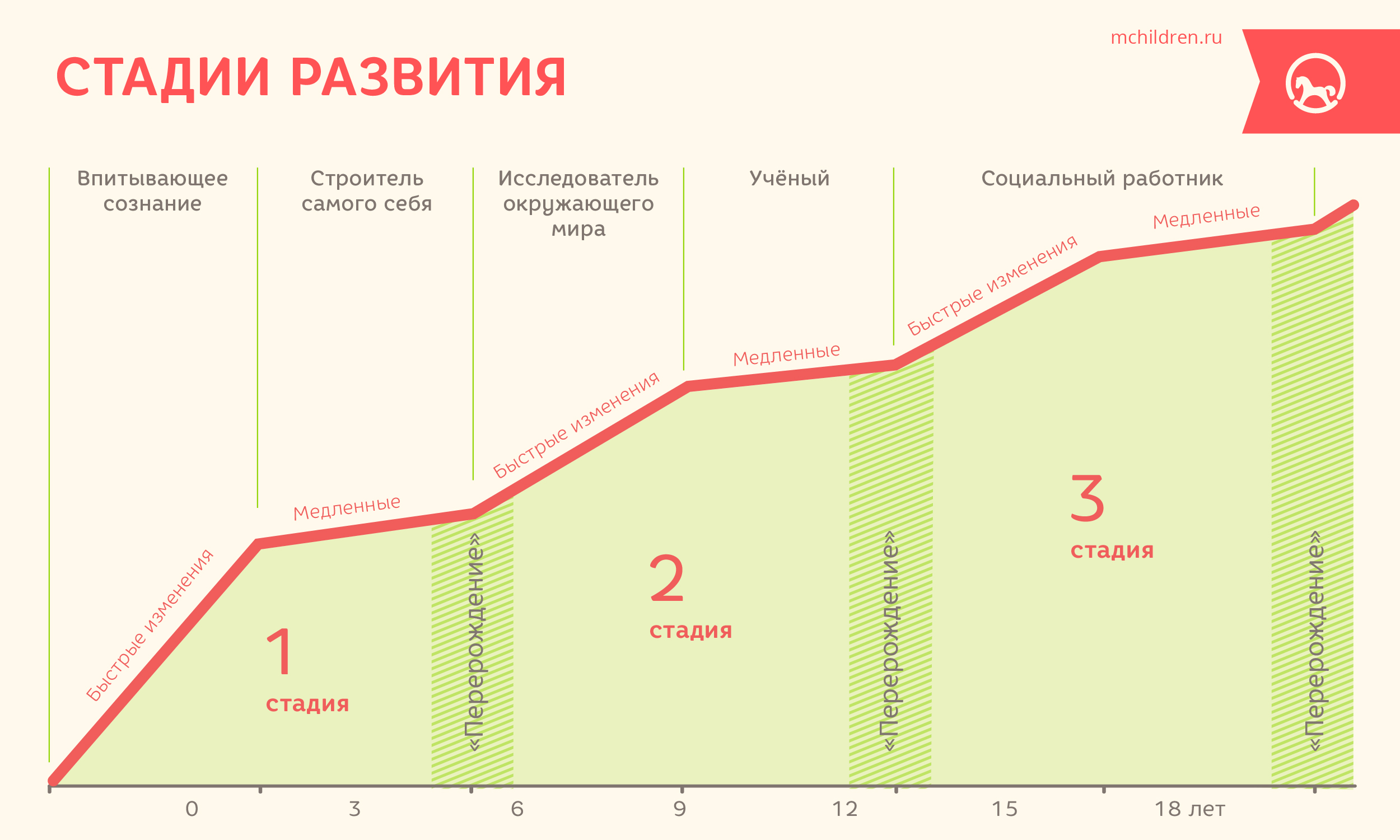
Стадии развития ребёнка: иллюстрация по книге Марии Монтессори «Дети другие»

Первый уровень развития детей, по мнению Марии Монтессори, длится от рождения до шести лет. В течение этого периода ребёнок проходит через значительные психологические и физические изменения. Во время этого периода ребёнка рассматривают как исследователя, который выполняет работу по развитию своей личности и приобретению независимости.
Второй уровень развития длится с 6 до 12 лет. В течение этого периода Монтессори отметила физические и психологические изменения у детей и разработала специальную среду в классе, уроки, и материалы, которые соответствовали бы этим новым изменениям. Среди физических изменений она отмечает потерю молочных зубов и равномерный рост ног и туловища. Среди психологических изменений наблюдается «стадный инстинкт», или иными словам тенденция работать и общаться в группах, а также развитие разума и воображения. По её мнению, главной задачей второго этапа является формирование у ребёнка интеллектуальной независимости и социальной организации.
Третий уровень развития длится с 12 до 18 лет, включая подростковый возраст. Монтессори связывает третий уровень с половым созреванием, а также с некоторыми психологическими изменениями. Она отмечает психологическую нестабильность и трудности в концентрации этого возраста, а также творческие тенденции и развитие чувства справедливости и чувства собственного достоинства. Она использовала термин «валоризация», чтобы описать стремление подростков к получению внешней оценки. Монтессори считала, что основной задачей этого периода является поиск своего места в обществе.
Четвёртый уровень развития длится с 18 до 24 лет. Монтессори написала сравнительно мало об этом периоде и не разработала специальную образовательную программу для этого возраста. Она считала, что дети, получившие Монтессори-образование на предыдущих уровнях развития, полностью готовы к изучению культуры и науки для того, чтобы стать лидерами. Монтессори также считала, что экономическая независимость в форме работы за деньги имеет решающее значение для этого возраста, и чувствовала, что ограничение обучения несколькими годами в университете бессмысленно, так как изучать культуру можно на протяжении всей жизни человека.

### Нормализация

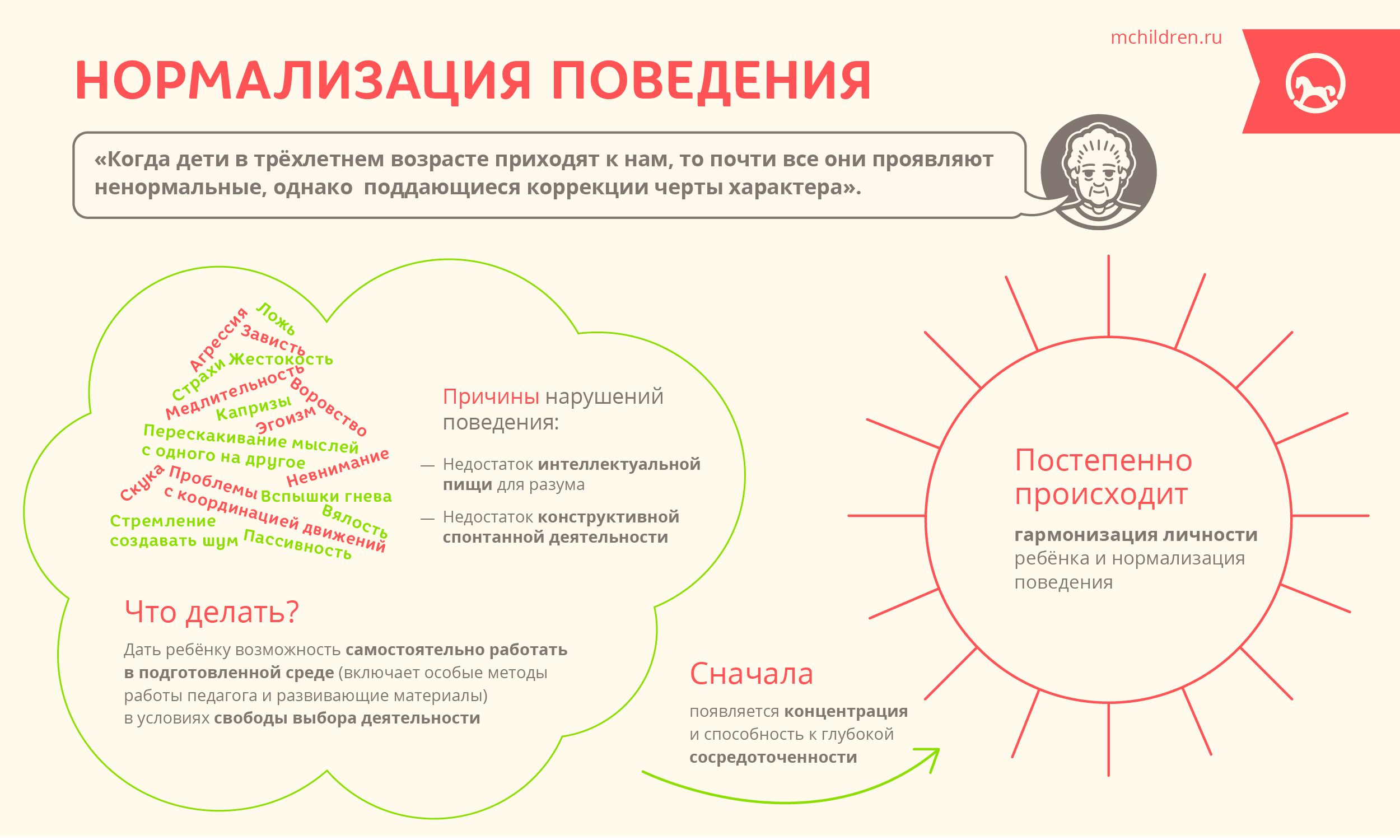
Нормализация поведения ребёнка

Процесс максимальной оптимизации развития ребёнка, в ходе которого в его развитии устраняются отклонения девиантного характера. Нормализация происходит благодаря свободной работе в специально подготовленной среде. Нормализация конкретного ребёнка может быть определена по отсутствию отклонений в поведении и приобретением ряда качеств.

## История развития методики
Став одной из первых в Италии женщин-врачей, Монтессори в качестве практики во время обучения занималась вопросами нервных болезней и умственной отсталости. В 1898 году на конференции в Турине она выступила с докладом, в котором доказывала, что проблема детей с нейропсихологической патологией является не столько медицинской, сколько образовательной.
В 1899 году Мария Монтессори стала директором ортофренической школы Instituto Ortofrenico. Под влиянием идей психологов Итара и Сегена она разработала метод развития органов чувств у умственно отсталых детей, который сразу же показал высокую эффективность.
Во время проверки результатов обучения детей в ортофренической школе установили, что подопечные Монтессори превосходят здоровых детей в навыках письма, счета и чтения. Результатом стала постановка вопроса о неэффективности традиционного обучения здоровых детей, начало работы Марии Монтессори со здоровыми детьми и разработки обучающей методики для них.
В 1904 Монтессори возглавила кафедру антропологии в Римском университете и занялась антропологическими исследованиями в области педагогики. Она разрабатывала методику обучения детей письму и чтению, принципиально отличавшуюся от уже существующих методик постановкой на первое место письма, а не чтения.
Первый «Дом ребенка» (Casa dei Bambini) для дошкольников с воспитанием по принципам Монтессори был открыт в 1907 в римском квартале Сан-Лоренцо; основной принцип был сформулирован как обращение ребенка к взрослому: «Помоги мне это сделать самому».
Позднее методика Монтессори для дошкольников была доработана для использования в начальной и средней школе.
В 1929 М. Монтессори вместе со своим сыном организовала Международную Монтессори-Ассоциацию (Association Montessori International — AMI), действующую и в настоящее время более чем в двадцати странах мира.

## Место методики в системе образования
После того как получила известность работа Монтессори в итальянском «Доме ребёнка», где она с 1907 года применяла разработанную методику воспитания и обучения здоровых детей, и выхода в 1909 году обобщающей накопленный опыт обучения детей книги «Metodo della Pedagogia», методика начала распространяться. Были основаны «Дома ребенка» в Милане, Женеве, Вене; на методику Монтессори перешли все дошкольные учреждения швейцарского кантона Тичино. К Монтессори приезжали педагоги из разных стран, были открыты курсы по Монтессори-педагогике.
В 1910 на английском языке вышла книга «Метод Монтессори», которая была переведена на 20 языков мира.
Несмотря на то, что «Дома ребёнка» и Монтессори-школы в Италии были закрыты в 30-х годах по распоряжению властей, новые Монтессори-школы были открыты после падения фашистского режима.
В настоящее время педагогика Монтессори широко распространена во многих странах, как в частной, так и в государственной сфере, при этом «школы Монтессори», как правило, являются дошкольными учреждениями. Монтессори оказала особенно заметное влияние на общую и специализированную дошкольную педагогику. Дидактические материалы ее системы широко используются в детских садах всего мира, эти материалы и применяемые в педагогике Монтессори приемы послужили основой для создания других систем обучения и воспитания детей.

### В России
Методика Монтессори получила распространение и в России. В 1913 была переведена на русский язык и издана книга «Дом ребенка. Метод научной педагогики».
В том же году Юлия Фаусек основала детский сад, работавший по новому методу; в 1916 она учредила «Общество свободного воспитания».
С поддержкой А. В. Луначарского проводились эксперименты по внедрению принципов Монтессори в систему образования Советской России. В 1926 году рассматривался вопрос о переходе дошкольных учреждений на новый метод воспитания. Но эти эксперименты вызвали недовольство Сталина, сколько-нибудь широкое распространение метода Монтессори было запрещено, а самой Монтессори был присвоен ярлык «реакционного педагога». Последняя в СССР детская группа Монтессори была закрыта в 1930 году.
В настоящее время в России происходит возвращение интереса к системе Монтессори.

## Оценки методики
В своей книге «Основы педагогики» (1923) российский философ и педагог Сергей Иосифович Гессен подробно проанализировал метод Монтессори, критикуя его за механистичность, пренебрежение игрой и воображением, детским творческим началом, тогда как её немецкий предшественник в развитии детского воспитания Ф.Фрёбель ориентировался на рост личности ребенка, требующий все усложняющегося и разностороннего материала, который «обращался бы к его душе, как к целому».
Гессен делает вывод о том, что «изолированность отдельных чувств, характеризующая систему Монтессори, по необходимости должна продолжаться и внутри детского общества, в отношениях детей друг к другу». Отвергая всякие наказания, Монтессори все же признается в том, что методы принуждения применять приходится — например, изолируя шалунов в углу, вдали от детской компании. «Понятие образования определяется ею всецело материалом, подлежащим воспитанию. Что должно воспитать? — вот вопрос, который она только и ставит, естественно отвечая на него: надо воспитать в человеке все, что только находит и нем физиология и психология! Поэтому она вполне последовательно включает в свою систему воспитания и воспитание, например, вкуса и обоняния, не задавая себе даже вопроса: для чего необходимо развитие этих чувств, какую цель может оно преследовать… Всесторонне развитой человек — это не тот, у которого развиты зрение, слух, осязание, обоняние, но прежде всего тот, кто приобщился ко всем ценностям культуры, то есть владеет методом научного мышления, понимает искусство, чувствует право, обладает хозяйственным складом деятельности. В этом отношении Фребель гораздо глубже понимал задачу образования ребенка».
Гессен настаивает, что воспитание человека возможно только через правильно организованное принуждение. «Свободными — не рождаются, свободными — становятся!» — утверждал учёный.
В журнале Science в 2006 году были опубликованы результаты исследования, целью которого было провести оценку социального и академического влияния Монтессори-образования. В исследовании принимали участие дети последнего года обучения по двум уровням Монтессори-образования: дошкольное (от трёх до шести лет) и начальное (от шести до двенадцати лет). Исследования проводились в Монтессори-школе, расположенной в Милуоки, Висконсин, США. Авторы исследования, Анджелина Лиллард и Николь Ельз-Квест, в обеих группах проводили оценку познавательных, академических, социальных и поведенческих навыков и пришли к выводу: по нескольким показателям дети, посещавшие государственную Монтессори-школу, превзошли тех, кто посещал другие школы. К окончанию детского сада Монтессори-дети лучше справились со стандартными тестами навыков чтения, математики, на игровой площадке были чаще вовлечены в позитивные взаимодействия, показали более высокие социальные познания, исполнительные функции. Монтессори-дети также больше озабочены вопросами честности и справедливости. К концу начальной школы Монтессори-дети писали более творческие эссе с использованием более сложной структуры предложений, выбирали более позитивные ответы на вопросы, содержащие социальные дилеммы, и, по собственным ощущениям, испытывали большее чувство общности в школе. Методы проведения и оценки данного исследования впоследствии критиковались в опубликованных в журнале Science в 2007 году отзывах.
Существует множество исследований, посвященных оценкам эффективности как системы Монтессори в целом, так и отдельных ее принципов. Так, опубликованный в 2017 году обзор насчитывает более двух десятков работ о педагогике Монтессори. Автор, проф. Chloë Marshall, приходит к выводу, что наиболее серьезны свидетельства эффективности отдельных принципов Монтессори, таких как методы раннего обучения грамоте и сенсорный базис математического образования; существуют некоторые свидетельства преимуществ в когнитивной и социальной сфере для оригинальной методики Монтессори, но относительно распространенных в настоящее время адаптированных систем, основанных на Педагогике Монтессори, не существует убедительных свидетельств сравнимой эффективности.
Отношение к педагогической системе Монтессори неоднозначно. У многих родителей и педагогов вызывает неприятие отсутствие домашних заданий и экзаменов. В качестве недостатков системы рассматривается отрицание активной роли педагога, недооценка значения ролевых игр для развития ребенка, а также недостаточное внимание эстетическому воспитанию детей. Принцип, согласно которому ребенок сам решает, чем он хочет заниматься в данный момент, воспринимается противниками системы настороженно, как потенциально ведущий к проблемам адаптации в условиях школьной дисциплины. Помимо этого, при самостоятельном выборе предметов для изучения, школьники не будут изучать те области знания, которые их не заинтересовали, что может оцениваться, как недостаток системы. Среди отмечаемых достоинств системы — введение в практику дошкольного воспитания систематических и планомерных занятий, постановка вопроса о предоставлении ребенку свободы выбора занятий, индивидуальный подход к каждому ребенку. Сторонники метода утверждают, что результатом воспитания по системе Монтессори является большая самостоятельность и ответственность детей, способность ставить цели и принимать решения, а главное — такие дети умеют и хотят быть свободными.

### Собственные работы
- Монтессори М. Дом ребёнка. Метод научной педагогики. — М.: Задруга, 1913. — 339 c.
- Монтессори М. Воображение в творчестве детей и великих художников. Пер.с итал. А. П. Выгодской // Русская школа. — Кн. 5—6. — 1915. — C. 72—91.
- Монтессори М. Дом ребёнка. Метод научной педагогики. Пер со 2-е изд., испр. и доп. по 2-му итал. изданию. — M.: Сотрудник школ, 1915. — 375 c.
- Монтессори М. Дети — другие /Пер. с нем./ Вступ. и закл. статьи, коммент. К. Е. Сумнительный. — М.: Карапуз, 2004. — 336 с.
- Монтессори М. Впитывающий разум ребенка. /Пер. с англ./ — СПб.: Благотворительный фонд «ВОЛОНТЕРЫ», 2009. — 320 с.